# Alfredo Dinale
Alfredo Dinale (né le 11 mars 1900 à Vallonara, dans la province de Vicence, en Vénétie et mort le 2 décembre 1976 à Vicence) est un coureur cycliste italien de l'entre-deux-guerres.

## Biographie
Champion olympique de poursuite par équipes aux Jeux de 1924 à Paris, Alfredo Dinale a ensuite été coureur professionnel jusqu'en 1937. Il a notamment remporté deux étapes du Tour d'Italie.

## Palmarès sur route
- 1921
  -  Champion d'Italie militaires
- 1924
  - Coppa Bernocchi
  - 3e de Milan-Modène
  - 10e du Tour de Lombardie
- 1925
  - 2e de la Coppa San Giorgio
  - 3e de la Coppa Cavacciocchi
  - 7e de Milan-San Remo
- 1926
  - Giro del Salento
- 1929
  - 11e et 14e étapes du Tour d'Italie
- 1934
  - 3e de la Coppa San Geo

## Résultats sur les grands tours

### Tour d'Italie
5 participations
- 1925 : abandon
- 1926 : abandon
- 1928 : 19e
- 1929 : 40e, vainqueur des 11e et 14e étapes
- 1930 : 29e

## Palmarès sur piste

### Jeux olympiques
- Paris 1924
  -  Champion olympique de poursuite par équipes (avec Angelo De Martini, Aurelio Menegazzi, Francesco Zucchetti)

### Six Jours
- 1929
  - Six Jours de Dortmund (avec Karl Göbel)
- 1931
  - Six Jours de Paris (avec Pietro Linari)
  - Six Jours de Francfort (avec Karl Göbel)

### Autres courses
- 1933
  - Prix Hourlier-Comès (avec Pietro Linari)